# Regeringen Ingman II
Regeringen Ingman II var det självständiga Finlands elfte regering bestående av Samlingspartiet, Framstegspartiet, Agrarförbundet och Svenska folkpartiet. Regeringen var en borgerlig majoritetsregering med en partipolitiskt obunden försvarsminister. Statsminister Lauri Ingman var också undervisningsminister. Ministären regerade från 31 maj 1924 till 31 mars 1925.
| Minister                                                                         | Ämbetsperiod                                               | Parti                              |
| -------------------------------------------------------------------------------- | ---------------------------------------------------------- | ---------------------------------- |
| Statsminister Lauri Ingman                                                       | 31 maj 1924–31 mars 1925                                   | Samlingspartiet                    |
| Utrikesminister Hjalmar J. Procopé                                               | 31 maj 1924–31 mars 1925                                   | Svenska folkpartiet                |
| Justitieminister Albert von Hellens                                              | 31 maj 1924–31 mars 1925                                   | Framstegspartiet                   |
| Inrikesminister Gunnar Sahlstein                                                 | 2 juni 1924–31 mars 1925                                   | Samlingspartiet                    |
| Försvarsminister Lauri Malmberg                                                  | 31 maj 1924–31 mars 1925                                   | opolitisk                          |
| Finansminister Yrjö Pulkkinen                                                    | 31 maj 1924–31 mars 1925                                   | Samlingspartiet                    |
| Undervisningsminister Lauri Ingman                                               | 31 maj 1924–31 mars 1925                                   | Samlingspartiet                    |
| Biträdande undervisningsminister Antti Kukkonen Oskari Mantere                   | 31 maj 1924–22 november 1924 22 november 1924–31 mars 1925 | Agrarförbundet Framstegspartiet    |
| Jordbruksminister Jalo Lahdensuo Ilmari Auer                                     | 31 maj 1924–22 november 1924 22 november 1924–31 mars 1925 | Agrarförbundet                     |
| Biträdande jordbruksminister Ilmari Auer Pekka Pennanen                          | 31 maj 1924–22 november 1924 29 november 1924–31 mars 1925 | Agrarförbundet Samlingspartiet     |
| Minister för kommunikationsväsendet och allmänna arbetena Eero Hahl Rolf Witting | 31 maj 1924–22 november 1924 22 november 1924–31 mars 1925 | Agrarförbundet Svenska folkpartiet |
| Handels- och industriminister Axel Palmgren                                      | 31 maj 1924–31 mars 1925                                   | Svenska folkpartiet                |
| Socialminister Niilo Liakka Lauri Pohjala                                        | 31 maj 1924–22 november 1924 22 november 1924–31 mars 1925 | Agrarförbundet Samlingspartiet     |

## Fotnoter
1. ↑  11. Ingman II Arkiverad 14 november 2012 hämtat från the Wayback Machine. Statsrådet (finska)